# Fréquence JLB
Pour l’article ayant un titre homophone, voir Gielbé.
Pour les articles homonymes, voir JLB.
Fréquence JLB était une émission de télévision musicale luxembourgeoise créée et présentée par Jean-Luc Bertrand et diffusée chaque samedi après-midi de 14h à 18h sur RTL Télévision.

## Principe de l'émission
À l'époque du Hit-Parade  et Super Juke-Box animées par André Torrent, de nombreux artistes comme Patrick Hernandez et son succès Born to Be Alive, Claude François et le tube Alexandrie, Alexandra, Michel Polnareff avec Tam tam, Sylvie Vartan ou Jean-Jacques Goldman sont venus à Luxembourg pour enregistrer leurs premiers clips télévisés.
Le Hits des Clubs, émission qui figurait au sommaire de Fréquence JLB repris cette pratique et nombreux sont les artistes des années 1980 qui ont participé à cette émission.
Certains clips sont encore repris par d'autres chaines, qu'elles appartiennent ou pas à RTL Group.
RTL Télévision fut en effet la première télévision en Europe à fabriquer et diffuser des clips musicaux de nombreux artistes, venant parfois des États-Unis, comme Shirley Bassey et Al Jarreau. La fabrication se faisait depuis les studios de RTL Productions, à Bertrange.